# Anna Deparnay-Grunenberg
Anna Deparnay-Grunenberg é uma política alemã que está a servir como membro do Parlamento Europeu pelo partido político Aliança 90 / Os Verdes.

## Carreira política
Deparnay-Grunenberg é membro do Parlamento Europeu desde as eleições europeias de 2019. Desde então, ela tem servido na Comissão de Transportes e Turismo. Além das atribuições de comissão, faz parte da delegação do Parlamento para as relações com o Mercosul.